# رهبر اپوزیسیون اسرائیل
در اسرائیل، رهبر اپوزیسیون (عبری: רֹאשׁ הַאוֹפּוֹזִיצְיָה‎، ت. «Rosh HaOpozitzya») سیاستمداری است که رهبری اپوزیسیون رسمی را در کنست، پارلمان اسرائیل، بر عهده دارد. رهبر اپوزیسیون، طبق سنت سیاسی، رهبر بزرگترین حزب سیاسی در کنست است که در دولت نیست (یا از آن حمایت نمی‌کند).